# Kadrimidri, Chikmagalur
Kadrimidri là một làng thuộc tehsil Chikmagalur, huyện Chikmagalur, bang Karnataka, Ấn Độ.